# The New Yorker
The New Yorker ist ein 1925 von Harold Ross gegründetes US-amerikanisches Magazin. Der New Yorker gilt als eine der renommiertesten Nachrichten-, Kultur- und Literaturzeitschriften weltweit. 

## Geschichte
Die erste Ausgabe erschien am 21. Februar 1925. Im New Yorker erscheinen Kurzgeschichten, Kritiken, Essays, Lyrik, satirische Beiträge und Cartoons sowie aufwendige journalistische Arbeiten. Für John Herseys aufsehenerregende Reportage Hiroshima etwa wurde eine ganze Ausgabe bereitgestellt und Hannah Arendts kontrovers aufgefasste Berichterstattung über den Eichmann-Prozess in Jerusalem (Eichmann in Jerusalem: A Report on the Banality of Evil; deutsch Eichmann in Jerusalem: Ein Bericht über die Banalität des Bösen) erschien als fünfteilige Reihe von Essays.
Aber auch seine Titelbilder, die im Unterschied zu Titelblättern anderer Zeitungen ausschließlich von Illustratoren gestaltet werden und oftmals gezielt überspitzen, sind ein bedeutender Teil der Marke The New Yorker. Am berühmtesten ist wohl Saul Steinbergs Cover View of the World von 1976. Besondere Bekanntheit erlangten zudem unter anderem die Titelbilder The Politics of Fear von 2008 und Moment of Joy von 2013. 
1999 dokumentierte der Journalist Jonathan Harr im New Yorker die Geschichte des Anwalts Willie E. Gary und seines Klienten Jeremiah Joseph O’Keefe, der erfolgreich gegen das große Bestattungsunternehmen Loewen Group klagte. Diese wurde 2023 mit dem Drama Krieg der Bestatter verfilmt.
Als erstes Magazin überhaupt gewann der New Yorker im Jahr 2018 den Pulitzer-Preis für herausragenden Journalismus für die Reportagen und Enthüllungen von Ronan Farrow zum Weinstein-Skandal. Bereits 2016 gewannen die New Yorker-Publizistinnen Kathryn Schulz den Pulitzer-Preis für literarische Reportagen und Emily Nussbaum den Pulitzer-Preis für Kritik. 2017 gewann mit Hilton Als erneut ein Literaturkritiker des New Yorker den renommierten Preis, 2020 wurde Ben Taub ausgezeichnet. Im selben Jahr ging zudem der Pulitzer-Preis für redaktionelle Karikaturen an Barry Blitt vom New Yorker.
Der erste Herausgeber Harold Ross umschrieb das Selbstverständnis des Magazins einst mit den Worten: „The New Yorker will be the magazine which is not edited for the old lady in Dubuque“; es sei also nicht für biedere Leser mit eher provinziellen Vorstellungen gedacht.
Chefredakteur des New Yorker ist seit 1998 der Pulitzer-Preisträger David Remnick. Seine Vorgänger waren Tina Brown, Robert Gottlieb, William Shawn und Harold Ross. Das Magazin erscheint heute 47 mal pro Jahr im zu Advance Publications gehörenden Condé-Nast-Verlag.

## Autoren und Zeichner (Auswahl)
- Charles Addams – Cartoonist
- Hilton Als – Schriftsteller und Theaterkritiker, gewann 2017 den Pulitzer-Preis für seine Literaturkritik im New Yorker
- Roger Angell – Redakteur für fiktionale Texte und Baseballreporter
- Peter Arno – Cartoonist
- Hannah Arendt – Politische Theoretikerin und Publizistin
- Whitney Balliett – Jazzkritiker
- Robert Benchley – Humorist und Theaterkritiker
- Jeremy Bernstein
- Elizabeth Bishop – Dichterin, Essayistin
- Sidney Blumenthal – Autor von Kommentaren
- Andy Borowitz – Humorist
- George Booth – Cartoonist
- Maeve Brennan – Schriftstellerin
- Peter Cameron – Schriftsteller
- Truman Capote – Schriftsteller
- Raymond Carver – Short-Story-Autor
- Roz Chast – Zeichnerin
- John Cheever – Short-Story-Autor
- John Collier – Short-Story-Autor
- Robert Crumb – Cartoonist
- Roald Dahl – Schriftsteller
- Paul Degen – Illustrator
- Joan Didion – Essayistin
- Mark Danner – Auslandskorrespondent
- E. L. Doctorow – Schriftsteller
- Dave Eggers – Schriftsteller
- James Fallows – Journalist
- Ronan Farrow – Journalist, gewann 2018 den Pulitzer Prize for Public Service
- Jules Feiffer – Cartoonist
- Janet Flanner – Journalistin
- Tom Gauld – Zeichner
- Wolcott Gibbs – Humorist und Short-Story-Autor
- Jonah Goldberg – Autor von Kommentaren zu politischen und sozialen Themen
- Adam Gopnik – Journalist
- Philip Gourevitch – Journalist
- David Grann – Journalist und Schriftsteller
- Alma Guillermoprieto – Journalistin
- Emily Hahn – Journalistin
- Seymour Hersh – Spezialist für investigativen Journalismus, der einen Pulitzer-Preis gewann
- Hendrik Hertzberg – Journalist
- Ruth Prawer Jhabvala – Drehbuchautorin; zweifache Oscar-Gewinnerin
- Pauline Kael – Filmkritikerin
- Alex Kozinski – Essayist
- Jane Kramer – Journalistin, Schriftstellerin
- Hanif Kureishi – Schriftsteller
- A. J. Liebling – Journalismuskritiker
- Ryan Lizza – Journalist und Korrespondent des New Yorker in Washington, D.C.
- Lois Long – Kolumnistin
- Janet Malcolm – Essayistin
- Don Marquis – Schriftsteller
- Steve Martin – Humorist
- Lorenzo Mattotti – Zeichner
- William Maxwell – Schriftsteller, Essayist und Redakteur
- Bruce McCall – Humorist, Zeichner
- John McPhee – Sachtextautor
- Joseph Mitchell – Journalist und Schriftsteller
- Lewis Mumford – Architekturkritiker
- Christoph Niemann – Zeichner
- Robert Nippoldt – Zeichner
- Susan Orlean – Journalistin
- Evan Osnos – Journalist
- Dorothy Parker – Short-Story-Autorin, Theaterkritikerin, Dichterin, Humoristin
- Luke Pearson – Zeichner
- S. J. Perelman – Humorist
- J. D. Salinger – Short-Story-Autor
- Simon Schama – Historiker, Kunsthistoriker, Professor
- David Sedaris – Humorist
- Jean-Jacques Sempé – Zeichner und Cartoonist
- Anne Sexton – Dichterin
- Robert Sikoryak – Cartoonist
- Susan Sontag – Schriftstellerin, Essayistin
- Muriel Spark, deren kurzer Roman Die Blütezeit der Miss Jean Brodie 1961 in Gänze zuerst im New Yorker veröffentlicht wurde.[10]
- Art Spiegelman – Zeichner
- Saul Steinberg – Zeichner
- George Steiner – Schriftsteller, Philosoph, Kulturkritiker
- James Thurber – Cartoonist und Essayist
- Adrian Tomine – Zeichner
- John Updike – Schriftsteller, Essayist
- Calvin Tomkins – Schriftsteller, Kunstkritiker
- Sylvia Townsend Warner – britische Schriftstellerin, die 150 Kurzgeschichten und Essays im New Yorker veröffentlichte
- Chris Ware – Cartoonist
- Joseph Wechsberg – Erzähler, Essayist und Journalist.
- E. B. White – Essayist und Redakteur
- Edmund Wilson – Literaturkritiker
- James Wood – Literaturkritiker
- James Woolcott – Fernsehkritiker

## Trivia
2003 habe der Filmregisseur Wes Anderson beim New Yorker Interesse angemeldet, „das Archiv zu kaufen“. In weiterer Folge habe er einen ausgemusterten umfangreichen Bestand gebundener Ausgaben des Magazins von der University of California, Berkeley erworben und verwalte auch die The New Yorker Collection aus dem Nachlass der langjährigen Redakteurin Lillian Ross, die 2017 gestorben ist. Das Material diente mit als Grundlage für Andersons Film The French Dispatch.